# Dominus
Pour les articles homonymes, voir Dominus (homonymie).
Dominus (pluriel domini, féminin domina) est un mot latin signifiant « maître », « propriétaire », puis plus tard « seigneur ».

## En droit romain
- Le droit romain reconnaissait le titre de dominus rei à celui qui était investi de la propriété romaine sur une chose (le dominium). Ce titre lui demeurait même au cas où il ne conservait que la nue propriété, un tiers ayant acquis l'usufruit.
- On appliquait encore cette règle au cas d’un terrain donné à bail (ager vectigalis).
- Le nom de dominus était encore donné en droit romain à celui dont les affaires étaient gérées volontairement par autrui à l'insu du premier.
- En matière litigieuse, on appelait dominus la partie qui était représentée dans un procès par un cognitor, et dont le nom figurait dans l’intentio de la formule d'action. Dans ce cas l'autorité de la chose jugée existait à l'égard du dominus litis. Au contraire, le représentant simple, procurator, devenait par la litis contestatio, dominus litis, et l’actio judicati compétait à lui et contre lui, rigueur formaliste qui fut adoucie plus tard.

## Appellation honorifique et titre
Le titre de dominus se donnait aussi dans l'usage comme une appellation honorifique, par exemple à un jurisconsulte que l'on consultait, ou à un époux, ou à l'empereur depuis Septime Sévère et au Bas-Empire. 
Au Moyen Âge, dominus devint un titre féodal, dont l'équivalent français est seigneur. De là dérive le titre de dom donné à des ecclésiastiques (essentiellement des membres de l'ordre de Saint-Benoît), et les titres portugais et espagnol de dom & don. 
À la fin du XXe siècle, le médiéviste Dominique Barthélémy modifie en profondeur le sens du terme dominus au Moyen Âge.

## Source
1. ↑  Bathélémy Dominique, Note sur le tite seigneurial en France, XIe siècle

« Dominus », dans Charles Victor Daremberg et Edmond Saglio (dir.), Dictionnaire des Antiquités grecques et romaines, 1877-1919 [détail de l’édition] (lire en ligne) (« quelques transcriptions d'articles », sur mediterranees.net)